# Тімон Афінський
«Тімон Афінський» (англ. Timon of Athens) — трагедія англійського письменника Вільяма Шекспіра. Ймовірна дата написання 1607 або 1608 рр. У творі розповідається про те, як багатий афінянин Тімон, бувши щедрим благодійником і щирим другом, через людську підлість стає мізантропом.

## Дійові особи
- Тімон Афінський — знатний афінянин
- Луцій, Лукулл, Семпроній — облесливі вельможі
- Вентідій — один із нещирих друзів Тімона
- Апемант — філософ-грубіян
- Алківіад — афінський воєначальник
- Флавій — домоправитель Тімона
- Фламіній, Луцілій, Сервілій — слуги Тімона
- Кафіс, Філот, Тіт, Гортензій — слуги кредиторів Тімона
- Слуги Вентідія, Варрона та Ісідора
- Троє чужинців
- Старий афінянин
- Паж
- Блазень
- Поет, живописець, ювелір та купець
- Фріна, Тімандра — коханки Алківіада
- Вельможі, сенатори, воєначальники, солдати, розбійники і слуги
- Купідон та амазонки в масках